# 12区 (ホーチミン市)
12区（じゅうに、ベトナム語：Quận 12 / 郡𨒒𠄩）はホーチミン市の区の1つ。

## 行政
12区は11の坊（Phường）を管轄している。住所表記では坊が略称で書かれることが多い（例：Phường Bình Thuận → P. BT）
- アンフードン（An Phú Đông / 安富東）
- ドンフントゥアン（Đông Hưng Thuận / 東興順）
- ヒエップタイン（Hiệp Thành / 協誠）
- タンチャインヒエップ（Tân Chánh Hiệp / 新政協）
- タンフントゥアン（Tân Hưng Thuận / 新興順）
- タントイヒエップ（Tân Thới Hiệp / 新泰協）
- タントイニャット（Tân Thới Nhất / 新泰一）
- タインロック（Thạnh Lộc / 盛祿）
- タインスアン（Thạnh Xuân / 盛春）
- トイアン（Thới An）
- チュンミータイ（Trung Mỹ Tây / 中美西）